# 陳恩甄
陳恩甄（1989年7月31日—），為中華民國女演員，臺灣高雄市人，國立臺灣藝術大學戲劇學系畢業，2010年出道，主要參演電視劇。

## 演出作品

### 電視劇
- 2013年 大愛長情劇展《幸福美容院》飾演佳佳
- 2015年 大愛劇場《阿嬌姨的苦甘人生》飾演如如
- 2015年 台視八點檔《春梅》飾演阿撿
- 2016年 大愛劇場《蘇足》飾演小文
- 2017年 台視閱讀時光2《玫瑰玫瑰我愛你》 飾演阿撿
- 2020年 台視《生生世世》飾演林秋芳
- 2020年 三立都會台《未來媽媽》飾演佩姍
- 2021年 公視、myVideo、Netflix 《天橋上的魔術師》飾演婦人
- 2022年 Disney+、bilibili《正義的算法》飾演李太太
- 2023年 公視《八尺門的辯護人》飾演林芳語
- 2024年 Netflix、GagaOOLala《某某》飾演齊母
- 2024年 東森超視、華視《阿榮與阿玉》飾演秋山妻

### 電影
- 2015年《百日告别》飾演男主角公司同事
- 2015年《日曜日式散步者》飾演女僕

### 微電影
- 2016年 Captor X Dynamic《好久不見》 飾演小翊
- 2016年 公益團體《陪你一段》 女主角
- 2015年 遠企齒研《媽媽的口袋》女主角
- 2013年 東森保代《益起夢》 飾演Wen
- 2013年 未來領袖菁英養成學苑《GYLA》飾演雅婷

### 舞台劇
- 2017年 野火劇團《小說人生》 飾演梁晏紅
- 2012年 路崎門劇團《最後的作業》 飾演何楨禎
- 2012年 路崎門劇團《蒼井空》 飾演空

## 廣告
- 2018年 悅川酒店形象片
- 2017年 一家人益生菌洗髮精
- 2017年 曾拌麵形象廣告《曾難為》飾演媽媽
- 2017年 3M網路短片 飾演傳統媽媽
- 2017年 公益團體《一起愛愛不同 婦女篇》飾演媽媽
- 2016年 全聯《初一十五拜拜篇》 飾演出納小姐
- 2014年 教育部青年發展署青年壯遊點形象廣告

## 外部連結
- 陳恩甄的Facebook專頁
- 陳恩甄在豆瓣上的资料（简体中文）
- YouTube上的【現代心素派】20151027 陳恩甄&Amanda - 義式蘑菇丸